# Eisden
Eisden est une section de la commune belge de Maasmechelen située en Région flamande dans la province de Limbourg. C'était une commune à part entière avant la fusion des communes de 1971.

## Démographie
À la suite de l'ouverture en 1922 du charbonnages d'Eisden, la population a connu une croissance fulgurante pendant la décennie suivante, phénomène qui s'est produit après guerre dans les communes avoisinantes de Mechelen-aan-de-Maas et Vucht lors de la construction des cités ouvrières destinées à accommoder les familles des mineurs.

### Évolution démographique
- Sources : INS, Rem. : 1831 jusqu'en 1970 = recensements, 1976 = nombre d'habitants au 31 décembre[2].

## Personnalités
- Paul Lambrichts, footballeur belge

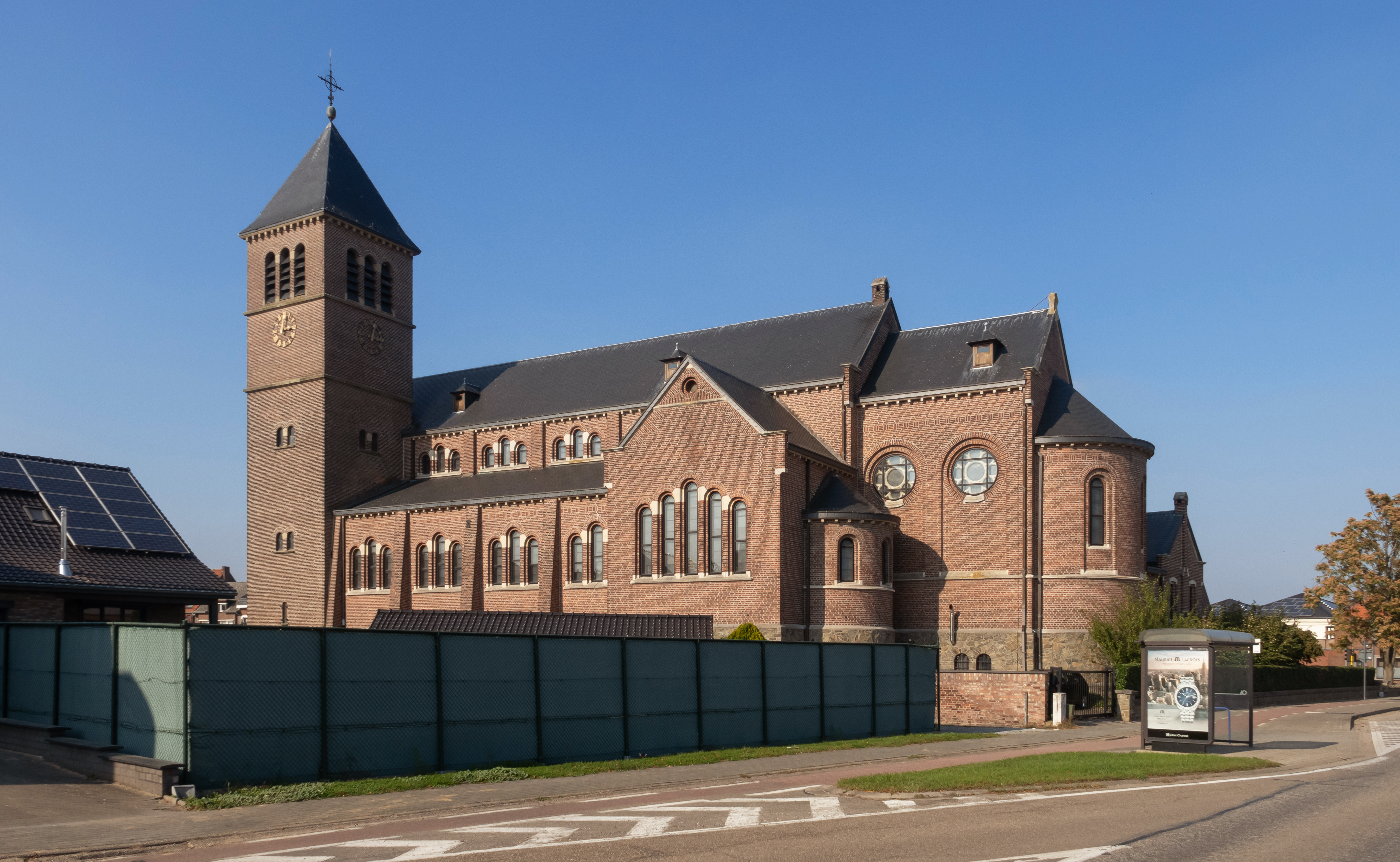
L'église: parochiekerk Sint-Willibrordus